# Phil Tollestrup
Phil Tollestrup, né le 21 octobre 1949, à Raymond, en Alberta, est un ancien joueur canadien de basket-ball. Il évolue durant sa carrière au poste d'ailier.